# Copris simonettai
Copris simonettai là một loài bọ cánh cứng trong họ Bọ hung (Scarabaeidae).